# Paulin z Périgueux
Paulin z Périgueux (V wiek) – łaciński poeta. Informacje na jego temat są bardzo skąpe, nie jest nawet pewne, czy sprawował funkcję biskupa w Petricordia (Perigueux). Najważniejsze jego dzieło to napisany heksametrem epos o życiu Marcina z Tours – De vita s. Martini (3633 wersy). Dzieło to powstało około 470 roku. Trzy inne utwory poetyckie Paulina z Périgueux noszą tytuły: Praefatio ad carmina maiora (Epistula od Perpetuum), De visitatione nepotuli sui, De orantibus.